# Zbrodnia w Obórkach
Zbrodnia w Obórkach – zbrodnia dokonana przez policjantów z ukraińskiej policji pomocniczej pod dowództwem niemieckim na Polakach, mieszkańcach kolonii Obórki w gminie Kołki, powiecie łuckim przedwojennego województwa wołyńskiego. Pierwsza większa napaść na Polaków na Wołyniu w czasie II wojny światowej. 
Według wspomnień ocalałych, zebranych przez Władysława i Ewę Siemaszków, miejscowość Obórki została napadnięta po raz pierwszy 11 listopada 1942. Tego dnia grupa policjantów ukraińskiej policji pomocniczej pod dowództwem niemieckim otoczyła kolonię i wypędziła z domów 13 mężczyzn, bijąc ich kijami. Zostali oni wywiezieni do aresztu w Cumaniu. Według przypuszczeń Polaków z gminy Kołki przyczyną napaści było domniemane wspieranie przez mieszkańców Obórek partyzantki radzieckiej oraz ukrywanie Żydów. 
13 listopada tego samego roku policjanci ponownie pojawili się w Obórkach. Tym razem wyganiali z domów wszystkich mieszkańców, których zapędzili do stodoły należącej do rodziny Trusiewiczów. Wszystkie ofiary zmuszano do położenia się na ziemi i zabijano strzałem w tył głowy. Wśród zabitych były kobiety i dzieci. Zginęło 32 Polaków, 1 Ukrainka oraz 1 Żydówka. Po dokonaniu zbrodni policjanci obrabowali puste domy, po czym wywieźli zdobycze, pozostawiając w pustej wsi straż. W jej ręce wpadło jeszcze 5 Polek, które w momencie napaści przebywały w Cumaniu, odwiedzając aresztowanych 11 listopada mężczyzn. Również one zostały 14 listopada zamordowane. Następnie cała kolonia została spalona. Ciała ofiar zostały pochowane we wspólnej mogile przez mieszkańców Rudnik i Stawyhoroża. 
Jednym z mieszkańców Obórek, który uratował się z zagłady był Feliks Trusiewicz, których w swoich książkach wielokrotnie nawiązywał do tego mordu.